# Acadèmia Internacional de les Ciències de San Marino
L'Acadèmia Internacional de les Ciències San Marino (Akademio Internacia Sciencoj de San Marino, en esperanto, abreujat AIS), és una associació científica de caràcter acadèmic creada el 1983 per les autoritats de San Marino. L'esperanto n'és la llengua oficial. Després del seu primer període de sessions acadèmiques (Sanmarinaj Universitataj Sesioj, o SEUS 1) a partir del gener de 1984, a la ciutat de San Marino, l'acadèmia va ser fundada oficialment el 13 de setembre del 1985, amb l'assistència dels dos capitans regents del país.